# Doxazosine
La doxazosine est un médicament vendu entre autres sous les noms de marque Cardura.

## Usage médical
La doxazosine est un médicament utilisé pour traiter les symptômes de l'hypertrophie de la prostate et de l'hypertension artérielle. Pour l'hypertension artérielle, c'est une option moins préférée. La doxazosine  est prise par voie orale.

## Effets secondaires
Les effets secondaires courants comprennent les étourdissements, la somnolence, les gonflements, les nausées, l'essoufflement et les douleurs abdominales; les effets secondaires graves peuvent inclure l'hypotension en position debout, un rythme cardiaque irrégulier et le priapisme,. Le cancer de la prostate doit être exclu avant de commencer le traitement. C'est un bloqueur adrénergique sélectif α 1 dans la classe des composés quinazoline .

## Histoire
La doxazosine a été brevetée en 1977 et est entrée en usage médical en 1988. Il est disponible en tant que médicament générique . Un mois d'approvisionnement au Royaume-Uni coûte au NHS environ 0,50 £ en 2019. Aux États-Unis, le prix de gros de ce médicament est d'environ 5,50 USD. La forme à libération modifiée est plus chère sans avantage particulier par rapport à la forme standard. En 2017, c'était le 150e médicament le plus couramment prescrit aux États-Unis, avec plus de quatre millions d'ordonnances,.